# Richard Heuberger
Richard Franz Joseph Heuberger , avstrijski skladatelj, pedagog in glasbeni kritik, * 18. junij 1850, Gradec, Avstrija, † 28. oktober 1914, Dunaj, Avstrija.

## Življenje
Glasbo je študiral na graškem konservatoriju, skupaj z Robertom Fuchsom. Nato je deloval na Dunaju, od leta 1902 je poučeval glasbo na tamkajšnji akademiji.
Pisal je opere in balete, zaslovel pa je s svojimi operetami. Najpomebnješa je trodejanka Operni ples, krstno uprizorjena 5. januarja 1898 na Dunaju.

## Operete (izbor)
- Njena ekscelenca (1899)
- Das Baby (1902)
- Don Kihot (1910)